# هيلينا كاليانيوتيس
هيلينا كاليانيوتيس (بالإنجليزية: Helena Kallianiotes)‏ وهي ممثلة أفلام أمريكية ولدت في يوم 24 مارس 1938 في اليونان، رشحت لنيل جائزة غولدن غلوب كأفضل ممثلة مساعدة في دورها في فلم مفجر كنساس سيتي في سنة 1972، عملت هيلينا أيضاً كراقصة شرقية.

## روابط خارجية
- هيلينا كاليانيوتيس على موقع IMDb (الإنجليزية)
- هيلينا كاليانيوتيس على موقع قاعدة بيانات الفيلم (الإنجليزية)